# ジョジョの奇妙な冒険 クレイジー・Dの悪霊的失恋
『ジョジョの奇妙な冒険 クレイジー・Dの悪霊的失恋』（ジョジョのきみょうなぼうけん クレイジー・ダイヤモンドのあくりょうてきしつれん）は、原作：上遠野浩平、漫画：カラスマタスクによる日本の漫画作品。荒木飛呂彦の漫画作品『ジョジョの奇妙な冒険』シリーズのスピンオフ作品で、コミックとしては同作初となる。物語はPart4の前日譚にあたり、Part3に登場したホル・ホースがPart4の舞台である杜王町を訪れ、東方仗助と出会う話を描く。
『Part8』が完結した『ウルトラジャンプ』（集英社）2021年9月号にて、同年冬からシリーズ初となるスピンオフコミック企画が始動することが明らかとなった。併せて、原作を上遠野浩平、作画をカラスマタスクが担当することも発表された。その後、同誌にて2022年1月号（2021年12月19日発売）から2023年6月号（同年5月19日発売）まで連載。翌6月19日に最終巻となる第3巻と、『クレイジーDの悪霊的失恋—ジョジョの奇妙な冒険より—』のタイトルで原作を担当した上遠野が執筆した小説版が発売された。
累計発行部数は電子書籍を含めて累計50万部を突破している。

## 制作背景・テーマ
本作では、ホル・ホースをはじめとして原作Part3で承太郎一行に倒されリタイアしていったキャラクターや、オリジナルキャラクターとしても同じくPart3に登場した花京院典明の従妹・涼子が描かれる。上遠野は「“リタイア”した彼らは、その後どうなったのか。一度挫折した者は、その挫折をどうやって抱えて生きていけばいいのか」「残された者たちはどうすればいいのか？」が本作に通底する1つのテーマだとしており、本作を「第3部のエピローグ」と位置付けている。
主人公としてホル・ホースを選んだ理由については、原作者の上遠野自身が好きなキャラクターであることと、仗助と良いコンビが組めるのではないかとの考えによる。

## あらすじ
まずこのあらすじはスピンオフ元の作品であるJOJOの奇妙な冒険スターダストクルセイダーズとダイヤモンドは砕けないを読んだ前提で進めていく。
まずは簡潔にこの物語はDIOの死後10年経っておりホル・ホースがボインゴを連れてあるオウムを探しに杜王町に行き、スタンド攻撃を受けるが東方仗助に救われる。しかし依頼の対象であったオウムがスタンド使いでありそのオウムを操るものと対峙する最中でDIOへの恐怖へと立ち向かうことになる。
またその一方花京院典明の死を探るためトト神の予言を頼りにする花京院の従妹である花京院涼子はホル・ホースが何かを知っていると思い真相を求め知らぬ間に事件へと足を踏み入れることになる。
少し長いが具体的に1巻の流れを知りたいという方はこちらを
この物語はホル・ホースがDIOの配下だった調教師の男に調教されていたオウムが姿を消し男の形見として飼っていた母親に依頼されたことから始まる。
ホル・ホースは予知能力を持った漫画本であるトト神のスタンド使いであるボインゴを訪ね共にオウムを探しに予言に従い杜王町へと訪れる。
しかし杜王町に着いた矢先にボインゴは漫画本を無くし探している最中にホル・ホースはボインゴと逸れてしまう。
「歩道が広いではないか⋯」
その声にDIOの姿を幻視し振り向くと自動車がホル・ホースの方へと暴走している。DIOへの恐怖に呑まれながらもタイヤにエンペラーを発砲するが車はホル・ホースへと向かう。しかし車は突然吹き飛び、リーゼント頭のイカした高校生の東方仗助と人型の近距離パワー型スタンドであるクレイジー・ダイヤモンドが登場する。一触即発といった雰囲気だったが仗助の髪型を褒めたことにより潜んでいた後ろの刺客諸共とはならずに済む。
一命を取り留めたホル・ホースは今回の一件を無差別な殺意を持ったスタンド使いによると考えその場から逃亡を図るが、髪型を褒めた時に発した言葉により仗助に懐かれ能力によって逃げれずに仗助に捕まってしまう。
その裏では花京院典明の従妹である花京院涼子が典明の死を追っていた彼女にとって唯一の手がかりであるDIOの単語に惹かれトト神の漫画本を拾うも何も手がかりは書いておらず落胆するが、従兄の死の真相に近づくというトト神の予言に従いホル・ホース、東方仗助に近づきボインゴについて尋ねるためにトト神の漫画本について特徴を伝えられると交番に行き迷子について尋ねると良いとしらを切る。
仗助は祖父がいるため近づけず一人で交番に向かうホル・ホースだったが、そこでオウムから過去の声を聞くと行動を再現させられるスタンドの攻撃を受け危うく警官に対してエンペラーを放とうとするが花京院典明が死の間際に放ったエメラルドグリーンの輝きを信号の緑に幻視し突如としてスタンド攻撃から逃れる。
スタンド使いのオウムはホル・ホースが探していたオウムであったが、DIOの死後10年間大人しかったオウムが突然力を使い出した背後にいるオウムを盗み利用している人間も同時に発覚し、ホル・ホースと東方仗助そして典明の死を確かめるためにホル・ホースへと近づく涼子も事件へと巻き込まれていく。

## 登場人物

### 原作からの登場人物
ホル・ホース
本作の主人公。原作Part3に登場したDIOの配下の一人で、承太郎一行に倒されてリタイアしている。
承太郎らに敗北したときのトラウマが原因で左腕に3本の腕時計を付けており、時間のずれをとても気にする性格になっている（なお本人はお洒落だとしている）。マライアと同じくDIOという存在にいまだに引きずられており、心の底から恐ろしいと感じている。
まだDIOの配下だったとき、彼に集められ利用されたのち捨てられながらもまだ息があった女性3人を自身の判断で助けている。後にあれこそ己の意志で生きる皇帝（エンペラー）としての姿だったと振り返っており、原作の上遠野も「ホル・ホースは元来、自分の心の中の自由が一番大切な人間」であると語っている。
DIOがこの世からいなくなってから10年が過ぎた1999年3月、とあるオウムを探す依頼を引き受け、ボインゴを連れて日本の杜王町を訪れる。そこで不可解な自動車事故に遭遇し助けられる形で東方仗助と出会い、ひと悶着ありながらも協力関係を築いていくことになる。
オウムを探す過程で花京院涼子とも出会い、その髪型に見覚えがあると感じながらもスルーしていた。最終盤、涼子を助けにやって来た建設現場で高所から落下しそうになり、そこを彼女に付け込まれ花京院のことを話すように銃を突き付けられる。一瞬、自らのスタンドで応戦することも考えるが、自身の弱さを認め、正直に花京院の敵だったことを伝える。その表情を花京院と重ねた涼子もまた自身の弱さを認め、銃を捨ててホル・ホースを助けることを選んだ。
一連の事件が解決した後は、ボインゴとペットサウンズを連れてエジプトへと戻っていった。
エンペラー（皇帝）
ホル・ホースのスタンド。拳銃型で手を構えると出現する。
東方 仗助（ひがしかた じょうすけ）
原作Part4の主人公。作中では承太郎と出会う前であり、クレイジー・ダイヤモンドと命名される前のスタンドを操る。
杜王町を訪れたホル・ホースと出会い、オウム探しに協力することになる。
クレイジー・ダイヤモンド
東方仗助のスタンド。壊れたものを修復する。

ボインゴ
Part3に登場したDIOの配下の一人で、かつてホル・ホースとコンビを組んだ。ホル・ホースやマライアと同じくDIOのトラウマに苛まれている。
物語序盤、マライアらが経営する宿に居座っていたところを半ば強引に連れ出され、再びコンビを組みトト神の予言のもと杜王町を訪れる。トト神のマンガ本を無くして探しているうちにホル・ホースとはぐれ、交番で東方良平に保護される。しかし実際は、DIOの呪縛から逃れるために予言に従ってマンガ本をわざと手放した。
最終的にマンガ本はボインゴの手元へ戻ってきており、そのことを東方良平に伝えてホル・ホースと共にエジプトへと戻っていった。
トト神
ボインゴのスタンド。本に描かれた漫画が近い未来を予知する。一度出た予知は絶対に変わることがない。
本作独自の設定として、トト神のマンガ本はボインゴが物心ついた時からそばにあり、過去に父親に売り飛ばされたときにはいつの間にかボインゴのもとへ帰ってきたというエピソードが描かれている。ボインゴはこのような出来事から、これは自身のスタンド能力ではなく、世界には「トト神」が実際に存在し、あくまでそのトト神にマンガ本を管理する役割を与えられているだけなのではないかとの考えに至っている。
花京院 典明（かきょういん のりあき）
Part3に登場した承太郎の仲間。花京院涼子の従兄にあたる。1989年、DIOとの戦いによって命を落としており、その亡骸は杜王町の墓地に埋葬されている。なお、日本では邦人学生の謎の死として報道され、その死の真相は有耶無耶にされている。
エジプトに家族旅行に来ていた際、迷子になった涼子を探しに来たところでDIOと遭遇し、彼女を庇う形で肉の芽を植え付けられており、この出来事は、それを目の前で見ていた彼女の心に深い影を落とす。
実はテレンス・T・ダービーとのゲーム対決に敗れ魂を人形に閉じ込められた際、成長した姿の涼子の幻覚を見ており、DIOの呪縛に落ちた原因は自分の弱さにあり彼女のせいではないということを話していた。この出来事はペットサウンズの能力で再現され、涼子の知るところとなる。
DIO（ディオ・ブランドー）
Part3でホル・ホースをはじめとしたスタンド使い達を使役したジョースター家の宿敵。死後もなお多くの人物へ影響を与え続けている。
東方 良平（ひがしかた りょうへい）
東方仗助の祖父。原作Part4に登場。交番で保護されたボインゴを対応するなど面倒見がよく、同僚からも信頼されている。
ボインゴがマンガ本が見つかったお礼をしに交番へやってきた際、マンガ本に自身が近い将来死ぬことが予知されており、それを見て半信半疑ながらも長くは生きられないかもしれないと感じている。
マライア
Part3に登場したDIOの配下の一人。同じくPart3でDIOの配下だったケニーGと結婚し、宿を経営している。
DIOのことを呼び捨てにしたり、「あの吸血鬼」と言うなど、かつて見せた狂信的な感情は収まっているが、DIOが倒されてから10年が経った今でも、支配されていた時のトラウマから抜け出せずにおり、DIOから命じられる恐怖の悪夢に悩まされ、ホル・ホースからは気に病むことは無いとの言葉をかけられている。なお、彼が都合のいいようにボインゴを利用していることはあまり快く思っておらず、自身のスタンドで一度お灸を据えた。
ケニーG
Part3に登場したDIOの配下の一人。マライアと結婚し宿を経営している。直接的には登場しないが、宿を訪れたホル・ホースとは自身のスタンド能力による幻覚越しに言葉を交わしている。
ペットショップ
Part3に登場した、DIOに使役されたスタンド使いの鳥。ペットサウンズの能力で再生される形で登場する。
本作ではペットサウンズを調教した男に調教されたことになっており、逃亡しようとした男を自らのスタンド能力で殺害している。
ダニエル・J・ダービー
Part3に登場したDIOの配下の一人。ペットサウンズの能力で再生される形で登場する。
本作では、DIOと初めて出会った際のエピソードが描かれた。ポーカーでの勝負で普段通りイカサマを行い勝ち手札を揃えるも全ては見透かされており、その躊躇いの無さやさり気なさを評価したDIOがわざと負ける形で勝利した。その際DIOには「このDIOに勝った以上最早他の誰にも負けることは許されなくなった」と凄みを利かせられ、自分ではどうにもならない相手だということを悟っている。
呪いのデーボ
Part3に登場したDIOの配下の一人。ホル・ホースの回想の中で登場する。
ホル・ホースのナンバー2の哲学を気に入っておらず、ジョースター一行を自分一人で全滅させると豪語し、捨て台詞を吐いていった。

### 本作オリジナルの登場人物
花京院 涼子（かきょういん りょうこ）
花京院典明の従妹で、本作のヒロイン的存在。大学生活を控え、杜王町には花京院の墓参りの為に一時的に滞在している。作中で特定の呼称は存在しないが、トト神のマンガ本では「リョンリョン」というあだ名で予知されている。花京院のことを「典明お従兄ちゃん」と呼んで慕っており、彼のことを茶化した仗助には一度平手打ちを喰らわせた。基本的には凛とした佇まいや冷静沈着な様子を見せるが、それが表面上であることを本人も自覚しており、仗助にも無理して強い自分を演じていると指摘された。
10年前、エジプトに家族旅行で訪れた際に迷子になり、探しに来た花京院と共にDIOに遭遇、花京院が肉の芽を植え付けられる原因を作っており、そのことに非常に負い目を感じている。
墓参りを終えた後、道端で偶然トト神を拾い、その予言に書かれた「DIO」という言葉に反応して持ち去る。その後、ホル・ホースと仗助に出会い、行動を共にするうちにホル・ホースがDIOのことを知っていると確信、花京院の死の真相を知るべくトト神の予言に従い動いていく。
物語終盤、ペットサウンズの能力に嵌った際、あくまで能力による再生ではあるものの花京院と再会する。しかし死の真相が分からないまま能力が解除され、取り乱しながらもトト神の予言を思い出し、助けに来たホル・ホースに落ちていた銃を突き付ける。そして真相を話すよう迫るも、自身の弱さを認め花京院の敵だったことを話したホル・ホースの表情を花京院と重ね合わせ、銃を捨てた。
一連の事件が解決した後は、京都にある下宿先へ向かうために杜王町を後にする。
ペットサウンズ
ホル・ホースが杜王町へ探しにやってきたオウム。かつてDIOの配下だった調教師の男に調教されており、DIOの死後は男の母親に形見として飼われていたが、突然姿を消していた。
経緯は不明ながら、杜王町で仮頼谷に使役されており、スタンド能力によって様々な事件を起こす。物語の終盤、DIOに敗れたダービーを再生させ仗助を無力化しかけるが、ダービーの精神力をわずかに上回った仗助にクレイジー・ダイヤモンドの一撃を入れられ敗北。命は奪われなかったが、くちばしの一部を変形されてまともな発声ができなくなり、二度と能力を使用できなくされた。
その後、ホル・ホースに捕獲され、共にエジプトへと戻ったとみられる。
名称不明のスタンド
ペットサウンズが操るスタンド。名称不明。機械仕掛けの鳥型のフォルムをしており、胴体部分は無数の磁気テープ構造の円盤からなる。
胴体の円盤からテープ状の物体が伸び、それを対象の体内に侵入させることで、本体がそれまでに記憶した声を聞かせ、それをもとに当時起こった出来事を再現させることが出来る。この能力の対象になると、目が複数の点からなる格子状の様相に変化し、意思とは関係なく本体が記憶した声に従って行動させられる。この際の目はムーディーブルースのものに酷似しており、どちらも再生するスタンドという共通点が存在するためオマージュされているものだと思われる。作中で明言されてはいないものの、射程はペットサウンズの声が届く範囲内とみられ、射程内であれば複数の対象を同時に能力の支配下における模様。この力には強い強制力があるが、絶対という訳ではなく何かきっかけがあれば解除することが可能。
声のストックは少なくとも10年以上前から始まっており、作中では主にDIOに関係した出来事が再現されている。なお、ペットサウンズ自体は声の記憶をストックすることに精神の容量を使い切っており、蓄えた記憶をどう使うかの判断が出来ないため、仮頼谷が自身の体の一部を与えて精神を共有し、能力を操っていた。
ホル・ホースは、DIOが自由に動けない日中の出来事を知るためにこの能力が重宝されたのではないかと推測している。
調教師
かつてDIOの配下で、ペットサウンズを調教した男。故人。ホル・ホースは彼の母親からペットサウンズを探す依頼を引き受け、杜王町へやってくる。
DIOの下から逃走しようとして、逆に殺害されている。
ペットサウンズだけでなく、「ホルス神」のペット・ショップの調教も担当していたが、逃走しようとしたさいにペット・ショップに殺害されたと思われる表現がなされている。
平岡（ひらおか）
杜王町の警察署に勤務しているらしい警部。
物語序盤、ペットサウンズのスタンド能力による自動車事故を起こし、ホル・ホースと仗助が出会うきっかけとなる。
清原 幸司（きよはら こうじ）
杜王町の大学生。
物語中盤、地下通路でペットサウンズの能力が発動しパニックになった通行人たちを無差別にボウガンで狙撃する。居合わせた仗助らに反撃され一度逃げ出すものの、ボウガンの破片からクレイジー・ダイヤモンドの修復能力で位置を特定されラッシュを浴びて敗北、駆け付けた東方良平に現行犯逮捕された。
実は後述の黒幕に泳がされ、都合のいいように利用されていた。
仮頼谷 一樹（からいや かずき）
杜王町ぶどうヶ丘派出所に勤務する警察官で東方良平の部下。表向きは物腰柔らかで人当たりのいい人物を装っているが、内心では自分以外の人間を「愚民」と見下しており、「頂点」に立つことを目論む野心家。
実はペットサウンズを使役して一連の事件を引き起こしていた張本人であり、本作の黒幕的存在。幼少の頃、祖父に世界の頂点に立つ者の心得を教えられて育ち、ペットサウンズを手に入れたことで遂にその資格が証明されたと考えて行動を開始。自身の左耳の一部分をペットサウンズに食べさせることで魂を連結させ、スタンド能力を操っていた。物語終盤には、涼子が持っていたトト神の漫画を奪い、「これで過去（ペットサウンズ）と未来（トト神）を手に入れた」と息巻くが、トト神の漫画を実際に使うことはなかった。
ペットサウンズを捜索しているホル・ホースらを邪魔者と見て、隠れて監視し、清原などをけしかけながら倒す機会を伺っていた。そして、ボインゴと涼子を捕らえて建設現場へ拉致、二人を使ってホル・ホースと仗助を誘い出し、まとめて抹殺を図る。ホル・ホースは敵対した花京院との因縁を利用して涼子の手にかかるように仕向け、仗助はペットサウンズの幻影に捕らえて自らの手で始末しようとするが、いずれも失敗。それでも諦めず、ペットサウンズを攻略した仗助に無関係の警官を装って近づき背後から襲いかかるが、自身が普段から警官に信用されないことを逆手に取った仗助の誘導で、遂に正体を見破られ返り討ちに遭う。なおも足掻いてDIOの無駄無駄ラッシュを再生させようと試みるも、ペットサウンズは既に一撃を喰らった際に無力化され、正しい声が再現できなくなっていた。最後はクレイジー・ダイヤモンドの再生能力で左耳を戻され能力の共有も失った上、とどめのドララララッシュを浴びせられ敗北。そのさい「遥かな高みから人間共を見下してやる」といった傲岸不遜な発言への皮肉も込めて、一緒に殴られた建設現場の資材と融合させられ、ハンググライダーのような形状になり、空へと舞っていった。その後、杜王町の郊外の森の中で木に絡んだ状態で発見され、一命は取り留めたが、自身の敗北と「頂点」に立つ野望を完全に砕かれたことで精神崩壊を起こしており、再起不能となった。
仮頼谷 茂儀造（からいや もぎぞう）
仮頼谷一樹の祖父。
戦前、諜報任務のために派遣されたスイスのサンモリッツァにて、万物を超越した存在と出会い、吸血鬼になっている。人間を内にドス黒い闇を抱えた存在と見下し、頂点を目指す者は誇りや信念に拘らず「勝てばよかろう」の精神でいればよいと、当時まだ幼かった孫の一樹に教え込んだ。
ゆくゆくは一樹を自身と同じ吸血鬼にしようとしていたが、その前に行方不明になっている。

## 書誌情報

### 漫画
- 上遠野浩平（原作）・カラスマタスク（漫画）・荒木飛呂彦（original concept） 『ジョジョの奇妙な冒険 クレイジー・Dの悪霊的失恋』 集英社〈ジャンプ・コミックス〉、全3巻

1. 2022年6月17日発売[6]、ISBN 978-4-08-883157-2
2. 2022年12月19日発売[7]、ISBN 978-4-08-883354-5
3. 2023年6月19日発売[8]、ISBN 978-4-08-883543-3

### 小説
- 上遠野浩平（著）・荒木飛呂彦（original concept）『クレイジーDの悪霊的失恋—ジョジョの奇妙な冒険より—』 集英社、2023年6月24日第1刷発行（2023年6月19日発売[9]）、ISBN 978-4-08-790118-4